# Cantó d'Épinac
El cantó d'Épinac és un cantó francès del departament de Saona i Loira, situat al districte d'Autun. Té 11 municipis i el cap és Épinac.

## Municipis
- Change
- Collonge-la-Madeleine
- Créot
- Épertully
- Épinac
- Morlet
- Saint-Gervais-sur-Couches
- Saint-Léger-du-Bois
- Saisy
- Sully
- Tintry

## Història
| Data d'elecció                           | Identitat             | Partit                     | Qualitat |
| ---------------------------------------- | --------------------- | -------------------------- | -------- |
| 1945-1949                                | J.M. Mercier          | PCF                        |          |
| 1949-1955                                | Joseph Renaud         | RPF                        |          |
| 1955-1958                                | J.P. Collin           | SFIO                       |          |
| 1958-1985                                | Bernard Monnot        | Divers droite, després UDF |          |
| 1985-1992                                | Patrick Defontaine    | UDF                        |          |
| 1992-                                    | Jean-François Nicolas | PS                         |          |
| les dades anteriors no són pas conegudes |                       |                            |          |
|                                          |                       |                            |          |

## Demografia
| A partir de 1990: Població sense dobles comptes |